# Jure Pavlič
Jure Pavlič est un coureur cycliste slovène, né le 23 avril 1963 à Ljubljana en Yougoslavie.

## Biographie
Il devient professionnel en 1989 et le reste jusqu'en 1991. En 1989, il remporte l'Intergiro du Tour d'Italie et se classe 3e du Grand Prix de la montagne.

## Palmarès
- 1984
  - 3e du Tour de Yougoslavie
- 1985
  - 1re étape du Tour d'Autriche
  - Classement général du Tour de Yougoslavie
- 1986
  - Classement général du Tour de Yougoslavie
  - 2e du Giro del Belvedere
- 1988
  - 2e étape du Tour d'Autriche
  - Gran Premio Palio del Recioto
  - Targa d'Oro Città di Varese
- 1989
  -  Classement intergiro du Tour d'Italie

## Résultats dans les grands tours

### Tour de France
2 participations
- 1989 : 74e
- 1991 : 134e

### Tour d'Italie
2 participations
- 1989 : 35e,  vainqueur du classement intergiro
- 1990 : 27e

### Tour d'Espagne
1 participation
- 1991 : 54e